# SAV
SAV (wł. Società Autostrade Valdostane S.p.A.; fr. Société des autoroutes valdôtaines S.A.) – włoska spółka posiadająca – wydaną przez ANAS – koncesję na obsługę fragmentu autostrady A5. Odcinek, którego koncesjonariuszem jest SAV, liczy 59,5 km (między Quincinetto, a Aostą). Na odcinku tym znajduje się 5 węzłów. Spółka SAV powstała w Aoście w 1962 roku. Obecnie prezesem SAV-u jest Marcellino Gavio.